# Lac de Silvaplana
Le lac de Silvaplana (du nom de la localité sur son rivage) est situé dans le canton des Grisons (Suisse) sur le plateau engadinois à l'entrée sud du col du Julier, il est entre les lacs de Sils et de St Moritz. Il est dominé à l'ouest par le piz Polaschin.
Ce lac est le haut lieu de la planche à voile et du kitesurf. Grâce à sa situation géographique il est soumis à de très forts vents réguliers provenant du col de la Maloja.

## Localisation

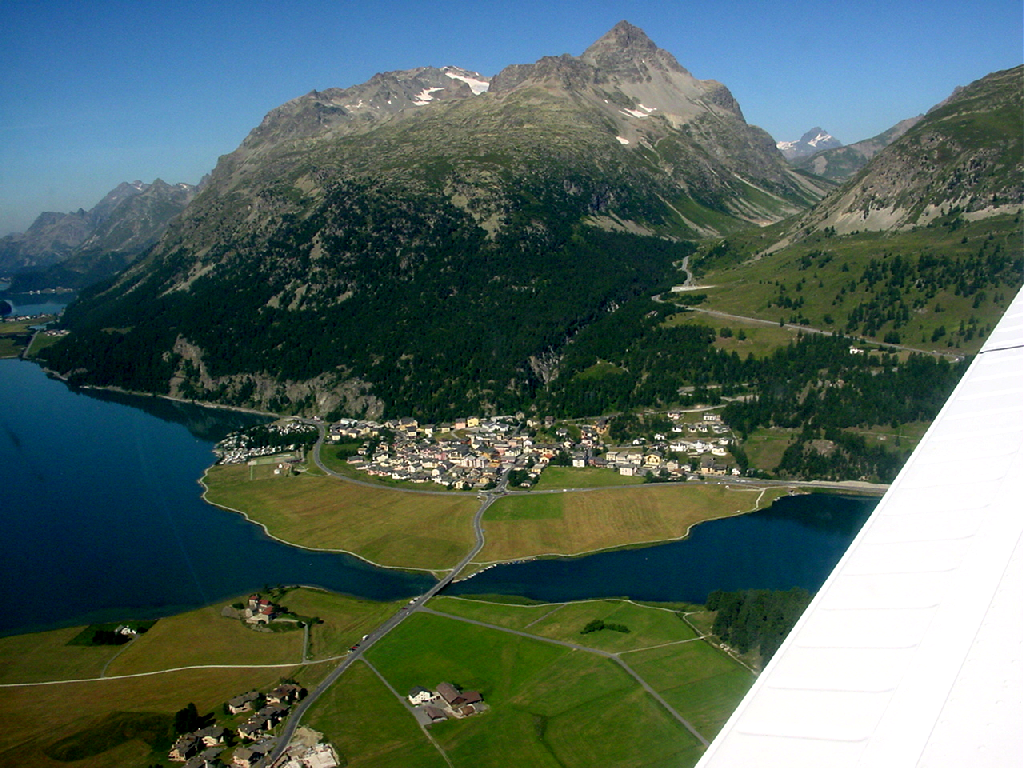
Localité de Silvaplana, son lac (à gauche) et le lac de Champfèr (à droite).